# August Keim

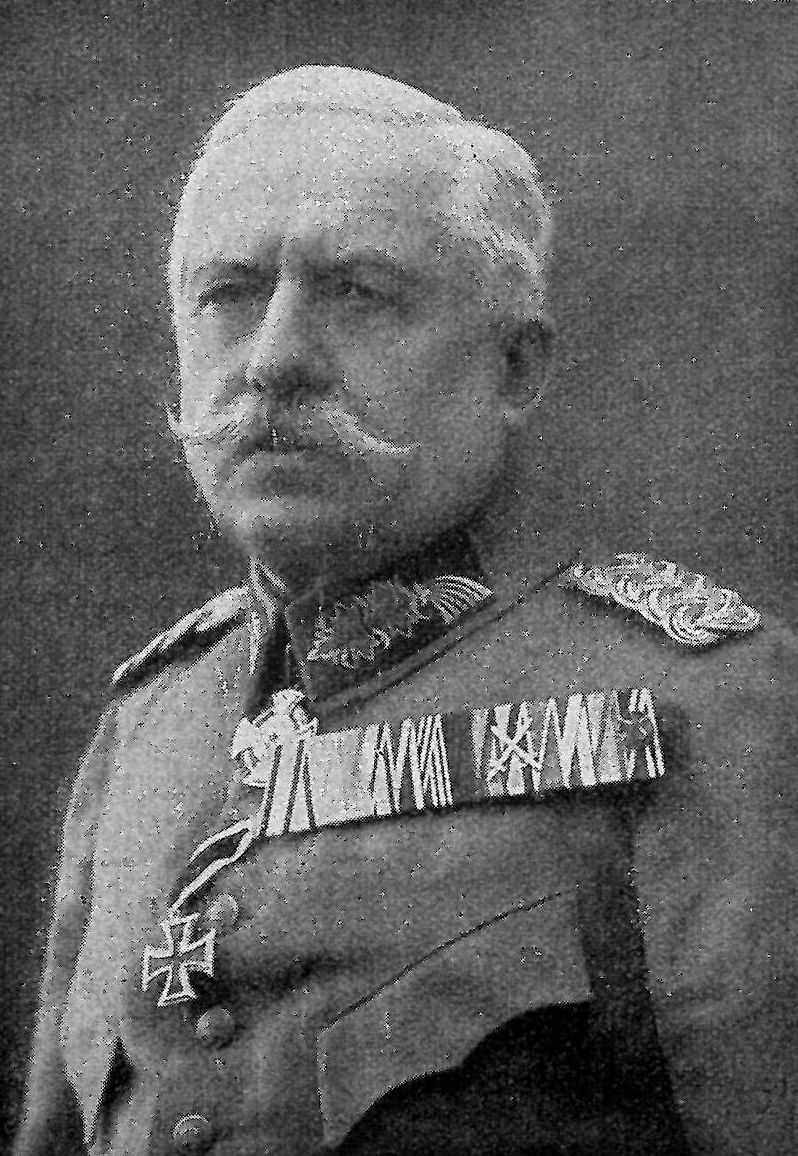
August Keim, um 1915

August Justus Alexander Keim (* 25. April 1845 in Marienschloß bei Rockenberg; † 12. Januar 1926 in Jugenheim an der Bergstraße) war ein preußischer Generalleutnant, Mitbegründer des Deutschen Flottenvereins sowie 1912 Begründer und Vorsitzender des Deutschen Wehrvereins.

## Leben
Keim trat in die Preußische Armee als Infanterist ein, wurde 1866 Leutnant und nahm im gleichen Jahr am Krieg gegen Österreich teil. Er kämpfte 1870/71 auch im Krieg gegen Frankreich und wurde 1878 Hauptmann. 1881 erfolgte die Versetzung in den Großen Generalstab. 1889 wurde er Major und Bataillonskommandeur, 1893 Oberstleutnant. Ab 16. Juni 1896 war Keim als Oberst Kommandeur des Füsilier-Regiments „Fürst Karl-Anton von Hohenzollern“ (Hohenzollernsches) Nr. 40. Dieses Kommando gab er am 18. November 1898 ab und wurde mit der gesetzlichen Pension sowie der Berechtigung zum Tragen der Regimentsuniform in den Ruhestand versetzt. Anlässlich seiner Verabschiedung wurde Keim mit dem Kronenorden II. Klasse ausgezeichnet.
Am 18. Januar 1901 erhielt er den Charakter als Generalmajor. Im Ersten Weltkrieg wurde Keim wiederverwendet. Er war zunächst Landsturminspektor in Lüttich und später Militärgouverneur der Provinz Limburg in Belgien. In dieser Stellung erhielt er am 9. Juli 1916 den Charakter als Generalleutnant.
Er sah sich als Militärschriftsteller u. a. in der Deutschen Gedenkhalle (National-Verlag, Berlin), er war Schriftleiter der Jahrbücher für die deutsche Armee und Marine 1903 bis 1914 und war vielfach militärisch und militärpolitisch in der Tagespresse tätig. Diese seine Tätigkeit führte auch zum Ende seiner preußisch-militärischen Laufbahn, als er am 12. Dezember 1898 seinen Abschied nahm. Der Abschied war ihm aufgrund öffentlicher Kritik an der Politik des Kaisers nahegelegt worden.
Zwischen 1901 und 1908 saß Keim im Vorstand des Deutschen Flottenvereins, anfangs als Beisitzer, zuletzt als geschäftsführender Vorsitzender. Zusammen mit dem Präsidenten Otto Fürst zu Salm-Horstmar und dem Vorstandsmitglied Generalmajor z.D. Wilhelm Menges war er in diesen Jahren die prägende Persönlichkeit im Flottenverein, der mit seinen kompromisslosen, radikalnationalen Ansichten sowohl innerhalb wie außerhalb des Vereins polarisierte. 1907 äußerte er etwa die Ansicht, er verzichte gerne auf die Mitgliedschaft von Katholiken im Flottenverein. Nach jahrelangem, heftig geführten vereinsinternen Streit musste Keim im Januar 1908 zusammen mit seinen Vorstandskollegen zurücktreten und spielte fortan keine Rolle mehr im Flottenverein.
Von 1911 bis 1919 gehörte Keim zur Hauptleitung des Alldeutschen Verbands.
1912 war er einer der Mitbegründer und treibenden Kräfte des Deutschen Wehrvereins.
Am 14. November 1901 erhielt Keim 25.000 Reichsmark von Krupp. 1909 erhielt er von Krupp einmalig 20.000 Reichsmark, und ab 1910 10.000 Reichsmark jährlich für den „vaterländischen Schriftenverband“.
Nach Ende des Zweiten Weltkrieges wurden Keims Schriften Graf Schlieffen. Eine Studie im Zusammenhange mit dem Weltkriege (= Politische und militärische Zeitfragen, Heft 32. Georg Bath, Berlin 1921) und Prinz Max von Baden (= Reichsverderber, Teil 2. Georg Bath, Berlin 1922) in der Sowjetischen Besatzungszone bzw. der DDR auf die Liste der auszusondernden Literatur gesetzt.

## Schriften
- Warum muß Deutschland seine Wehrmacht verstärken? Mittler, Berlin 1893.
- Geschichte des Infanterie-Leibregiments Grossherzogin (3. grossherzogl. hessisches) Nr. 117 und seiner Stämme 1677–1902. Bath, Berlin 1903.
- Ein Warner und Mahner. Vaterländischer Schriftenverband, Berlin 1912.
- Belgien und das deutsche Wirtschaftsleben. Wilhelma, Berlin [um 1918].
- Die Schuld am Weltkriege. Deutsche Zeitung, Berlin 1919.
- Graf Schliefen. Georg Bath, Berlin 1921.
- Prinz Max von Baden und das Kriegskabinett. Bath, Berlin 1922.
- Erlebtes und Erstrebtes. Lebenserinnerungen. Ernst Letsch Verlag, Hannover 1925.